# Sand (Lied)
Sand ist ein Lied der dänischen Sängerin und Schauspielerin Saba. Mit ihm vertrat sie Dänemark beim Eurovision Song Contest 2024.

## Hintergrund
Das Lied wurde von Jonas Thander, Melanie Wehbe und Pil Kalinka Nygaard Jeppesen geschrieben. Mit ihm gewann Saba den Dansk Melodi Grand Prix 2024. Sie sagte, dass sie teilgenommen habe, weil sie den Sieg der schwedischen Sängerin Loreen beim Eurovision Song Contest 2023 gesehen habe. Saba wurde offiziell am 25. Januar 2024 als dänische Vertreterin beim ESC 2024 bestätigt.

## Inhalt
In Interviews sagte Saba, dass der Song davon handle, die Kontrolle zu verlieren, etwa in einer Beziehung, wobei die Metapher Sand dafür steht, dass einem etwas durch die Finger rinnt und verschwindet.

## Chartplatzierungen
Der Song erreichte Platz 36 der dänischen sowie Platz 77 der litauischen Charts.
| ChartsChartplatzierungen | Höchstplatzierung | Wochen |
| ------------------------ | ----------------- | ------ |
| Dänemark (IFPI/Nielsen)  | 36 (1 Wo.)        | 1      |

## Eurovision Song Contest
Beim Eurovision Song Contest 2024 in der Malmö Arena in Malmö, Schweden, wurde der Song im zweiten Halbfinale am 9. Mai aufgeführt. Bei der Auslosung am 30. Januar 2024 wurde ihm die erste Hälfte zugelost. Am 26. März 2024 wurde ihm dort der siebte Startplatz zugeteilt. Der Song konnte sich nicht für das Finale qualifizieren und erreichte im Halbfinale mit 36 Punkten den zwölften Platz.